# Astrid Johannessen
Astrid Hitland Johannessen (* 10. Januar 1978 in Bergen; als Astrid Hitland) ist eine ehemalige norwegische Fußballspielerin.

## Karriere

### Vereine
Johannessen begann für den in ihrem Geburtsort ansässigen FK Bergen Nord mit dem Fußballspielen. Dem Jugendalter entwachsen, spielte sie von 1997 bis 1999 für den Asker Fotball aus der gleichnamigen Kommune Asker in der Provinz Akershus. In der Toppserien, die höchste Spielklasse im norwegischen Frauenfußball, bestritt sie ihre ersten neun von insgesamt 42 Punktspielen. Zu ihrem Debüt im Seniorinnenbereich kam sie am 27. April 1997 beim 1:1-Unentschieden im Auswärtsspiel gegen den Kolbotn IL. Im Pokalwettbewerb bestritt sie 1999 vier Spiele und war mit ihrer Mannschaft dem Trondheims-Ørn SK am 21. September 1999 mit 0:1 im Halbfinale unterlegen.
Nach Bergen in die Provinz Vestland, dem Ort ihrer Herkunft zurückgekehrt, kam sie in 18 Punktspielen der Spielzeit 2000 für Arna-Bjørnar zum Einsatz, bevor sie in der Folgespielzeit ein zweites Mal für Asker Fotball aktiv wurde. Das erste Mal im Ausland, spielte sie von 2001 bis 2003 auf Leihbasis für den englischen Erstligisten Fulham LFC. Mit der Mannschaft gewann sie 2003 die Meisterschaft, den nationalen Vereinspokal und mit dem Ligapokal (3:0 vs. Charlton Athletic) das Triple.
Nach Norwegen zurückgekehrt, war sie für Asker Fotball ein drittes Mal in 28 Punktspielen (9. Juni 2003 – 30. Oktober 2004) aktiv. Nach Tromsø gelangt, beendete sie nach 14 Punktspielen für den IF Fløya in der Spielzeit 2005 ihre Spielerkarriere. Ihr letztes und 119. (norwegisches) Punktspiel endete mit dem 1:1-Unentschieden im Heimspiel gegen das Team Strømmen FK am 17. September 2005.

### Nationalmannschaft
Ein Jahr und ein Tag lang (29. Juni 1993 – 29. Juni 1994) war sie in acht Länderspielen für die U16-Nationalmannschaft aktiv. Ihr Debüt begann als Einwechselspielerin im niederländischen Delden beim 8:0-Sieg über die U16-Nationalmannschaft Islands im altersbezogenen Turnier um den Nordic-Cup. Im Folgejahr war sie mit ihrer Mannschaft in fünf Turnierspielen auf Island, davor in zwei Freundschaftsspielen in Kopenhagen eingesetzt worden.
Für die U20-Nationalmannschaft spielte sie vom 12. Mai 1995 bis zum 25. September 1997 13 Mal, davon siebenmal (in zwei Jahren) in den altersbezogenen Turnieren um den Nordic-Cup. Für die U21-Nationalmannschaft kam sie vom 3. August 1998 bis zum 8. August 1999 siebenmal zum Einsatz, davon sechs (in zwei Jahren) in den altersbezogenen Turnieren um den Nordic-Cup. In beiden Altersklassen war sie mit ihrer Mannschaft im Finale jeweils der Mannschaft aus den Vereinigten Staaten mit 0:1 und 1:2 nach Golden Goal unterlegen.
Mit der A-Nationalmannschaft nahm sie am Turnier um den Algarve-Cup 1997 teil und hatte ihre A-Länderspielpremiere am 10. März mit dem ersten Spiel der Gruppe A (Einwechslung für Bente Nordby für die zweiten 45 Minuten), das in Silves mit 5:1 gegen die Nationalmannschaft Finnlands gewonnen wurde; im zweiten Gruppenspiel wurde sie beim 6:0-Sieg über die Nationalmannschaft Islands in Olhão 90 Minuten lang berücksichtigt. Fünf weitere Turnierspiele an der Algarve bestritt sie am 17. März 1998 (1:0 vs. Finnland), am 3. März 2002 (3:3 vs. Schweden) und mit den drei Spielen der Gruppe A im März 2003. Des Weiteren wurde sie im letzten Spiel der EM-Qualifikationsgruppe 2 am 24. Juni 2000 (1:0 vs. Schweiz in Interlaken) sowie in einem Spiel im Drei-Nationen-Turnier (1:1 vs. Dänemark am 29. Mai 1997 in Kopenhagen) eingesetzt. Bei drei Teilnahmen am Vier-Nationen-Turnier in China bestritt sie jeweils ein Spiel (2:1 vs. Schweden am 21. Januar 1998, 1:0 vs. USA am 23. Januar 2002, 2:2 vs. Deutschland am 26. Januar 2003); zugleich ihr 19. A-Länderspiel. Davor, am 17. Februar 2003, bestritt sie ihr letztes von insgesamt sieben in Freundschaft ausgetragenen Länderspielen (2 S, 4 U, 1 N – 18:12 Tore).

## Erfolge
Nationalmannschaft
- Olympische Goldmedaille 2000 (ohne Turniereinsatz)
- Vierte Weltmeisterschaft 1999 (ohne Turniereinsatz)
- Vier-Nationen-Turnier-Siegerin 2002, -Zweite 1998
- Drei-Nationen-Turnier-Siegerin 1997
- U21-Nordic-Cup-Finalistin: 1999
- U20-Nordic-Cup-Finalistin 1997

FC Fulham
- Englische Meisterin 2003
- Englische Pokal-Siegerin: 2003
- Englische Ligapokal-Siegerin: 2003

Asker Fotball
- Norwegische Meisterin: 1998, 1999

Auszeichnung
- Beste Torhüterin Algarve-Cup 2003

## Sonstiges
Johannessen nahm mit der A-Nationalmannschaft an der Europameisterschaft 1997 teil, gehörte dem Kader für die Weltmeisterschaft 1999 sowie dem Kader für das Olympische Fußballturnier 2000 an; eingesetzt wurde sie allerdings in keinem der drei Turniere – Bente Nordby war zu dieser Zeit die unangefochtene Nummer eins und bestritt alle 14 Turnierspiele.